# Фомін Костянтин Васильович
Костянтин Васильович Фомін (рос. Константин Васильевич Фомин, 6 (19) грудня 1903, Харків — 16 січня 1964,Москва) — радянський футболіст, виступав на позиції лівого захисника. Заслужений майстер спорту СРСР. Брат футболістів і тренерів Володимира і Миколи Фоміних.
Один з найкращих футболістів СРСР кінця 1920-х — першої половини 1930-х. Швидкий, надзвичайно жорсткий і самовідданий, не щадив в боротьбі за м'яч ні себе, ні суперників. Серед перших у радянському футболі опанував підкат. Умів ефектно завдавати ударів по м'ячу, розгортаючи в стрибку корпус на 180 градусів.

## Біографія
Народився 6 (19) грудня 1903 року в Харкові.

### Клубні виступи
Почав грати у футбол з 1913 року в Харкові в дитячій команді «Штандарт». З 1922 року грає за ОЛС (Харків), але вже наступного року переходить в КФК (Харків), а з 1926 року виступає за харківське «Динамо».
У вересні 1928 року Костянтин Фомін переходить у столичне «Динамо», де і грав до червня 1930 року. З цей час провів за москвичів 14 матчів і забив один гол.
В червні 1930 року повернувся в харківське «Динамо», допомігши клубу стати чемпіоном міста.
У зв'язку з перенесенням столиці УСРР з Харкова до Києва у 1934 році, поступово до нової столиці почала перебиратися більшість хороших футболістів. Так 1935 року з Харкова в «Динамо» (Київ) перейшов і Костянтин Фомін. Там він зіграв у першому чемпіонаті СРСР і здобув срібні медалі турніру, проте не став основним гравцем і 1937 року перейшов в інший київський клуб «Локомотив», де і завершив кар'єру гравця у 1938 році.

### Збірні
Протягом всього часу виступів за харківські команди (1922–1928 і 1931–1934) був незмінним гравцем збірної Харкова, разом з якою став чемпіоном СРСР у 1924 році та сім разів ставав чемпіоном УСРР.
Крім того грав та був капітаном у збірних Києва (1935–1936), Москви (1929–1930) та УСРР (1924–1935). Учасник переможних матчів збірної УСРР і Харкова зі збірною клубів Туреччини в 1931, 1933 і 1934 році, а також командою «Ред Стар» (Париж, Франція) в 1935 році.
У 1932–1935 роках провів у збірній СРСР 9 неофіційних матчів.

## Позафутбольне життя
Учасник громадянської та Великої Вітчизняної воєн.
У 1959–1964 роках інспектор-методист Центрального стадіону ім. В. І. Леніна (Москва).

## Досягнення
- Чемпіон СРСР: 1924
- Бронзовий призер Чемпіонату СРСР: 1936 (весна)
- Чемпіон УСРР: 1922, 1923, 1924, 1927, 1928, 1932, 1934.
- Чемпіон Харкова
- Чемпіон Москви: 1930

### Індивідуальні
- Кавалер ордену Червоної Зірки
- Кавалер ордену Вітчизняної війни II ступеня
- Заслужений майстер спорту СРСР: 1936
- У списку 33 найкращих футболістів СРСР: 1928, 1930, 1933
- Увійшов до символічної збірної Харкова за 70 років: 1978